# 南卡羅來納州第一步志願兵團
南卡羅來納州第一步志願兵團（1st South Carolina Volunteer Infantry Regiment），是美國南北戰爭時邦聯軍隊中的一支步兵團。

## 成立
1862年9月第一步兵團成立於布佛特(Beaufort)。起初是希望成立一支有黑人當南軍的步兵團，但政府遲遲沒有回音，此計劃不了了之。不久，南卡羅來納州第一步自願兵團的一些成員被調去南卡羅來納州第十五步兵團。

## 隸屬
南卡州第一步兵團是第三兵團中，威廉·D·彭德(William Dorsey Pender)准將之軍旅中的一個步兵團。

## 戰役
- 葛底斯堡之役

## 外部連結
https://web.archive.org/web/20070630170408/http://www.awod.com/gallery/probono/cwchas/1sc.html 南卡羅來納州第一步兵團之歷史
https://web.archive.org/web/20070630170408/http://www.awod.com/gallery/probono/cwchas/1sc.html  南卡羅來納州第一步兵團之歷史